# Collecte journalière
La collecte journalière est un service proposé par les établissements de microfinance qui consiste à collecter, généralement sur les marchés, les recettes des artisans et des commerçants pour les déposer sur leur compte bancaire.
Cette collecte offre l'avantage de la sécurité pour les déposants et permet aux établissements de microfinance de disposer de plus de ressources pour leurs activités de microcrédit. Pour les banques, le service reste cependant coûteux, avec des résultats qui ne compensent pas toujours les moyens engagés. L'activité pourrait également « impacter négativement leur image de marque ».